# گلن کوزن
گلن کوزن (انگلیسی: Glenn Cozen؛ زادهٔ ۱۹۶۰ (۶۴–۶۵ سال)) بازیکن پوکر اهل ایالات متحده آمریکا است.